# Kourou (rzeka)
Kourou – rzeka w Gujanie Francuskiej o długości 112 km. Przepływa w kierunku północnym, uchodzi do Oceanu Atlantyckiego w pobliżu miasta Kourou.